# Ryan Sweeney
Ryan Joseph Sweeney (né le 20 février 1985 à Cedar Rapids, Iowa, États-Unis) est un ancien voltigeur de la Ligue majeure de baseball.

## Carrière

### White Sox de Chicago
Après des études secondaires à la Xavier High School de Cedar Rapids (Iowa), Ryan Sweeney est repêché le 3 juin 2003 par les White Sox de Chicago au deuxième tour de sélection. A la signature de son premier contrat professionnel le 12 juillet 2003, il empoche un bonus de 785 000 dollars.
Sweeney passe quatre saisons en ligues mineures avant d'effectuer ses débuts en Ligue majeure le 1er septembre 2006 sous les couleurs des White Sox. 

### Athletics d'Oakland
Il est échangé aux Athletics d'Oakland le 3 janvier 2008.

### Red Sox de Boston
Le 28 décembre 2011, les Athletics échangent Sweeney et le stoppeur Andrew Bailey aux Red Sox de Boston en retour du voltigeur Josh Reddick, du joueur de premier but Miles Head et du lanceur droitier Raúl Alcántara, ces deux derniers évoluant toujours en ligues mineures au moment de la transaction. Il frappe pour ,260 avec 16 points produits en 63 matchs pour Boston en 2012. Une blessure à la main gauche met fin à sa saison dans les derniers jours de juillet. Sweeney est libéré de son contrat par les Red Sox le 30 mars 2013.

### Cubs de Chicago
Sweeney signe un contrat des ligues mineures avec les Cubs de Chicago le 2 avril 2013. Il maintient une moyenne au bâton de ,258 avec 9 circuits et 39 points produits en 147 matchs des Cubs lors des saisons 2013 et 2014. Il est libéré de son contrat le 7 avril 2015. Après avoir été libéré par les Cubs, il ne joue pas du reste de l'année.

### Twins du Minnesota
Le 17 décembre 2015, Sweeney signe un contrat des ligues mineures avec les Twins du Minnesota.

## Statistiques
| Saison | Équipe     | G   | AB   | R   | H   | 2B | 3B | HR | RBI | SB | BA    |
| ------ | ---------- | --- | ---- | --- | --- | -- | -- | -- | --- | -- | ----- |
| 2006   | Chicago WS | 18  | 35   | 1   | 8   | 0  | 0  | 0  | 5   | 0  | 0,229 |
| 2007   | Chicago WS | 15  | 45   | 5   | 9   | 3  | 0  | 1  | 5   | 0  | 0,200 |
| 2008   | Oakland    | 115 | 384  | 53  | 110 | 18 | 2  | 5  | 45  | 9  | 0,286 |
| 2009   | Oakland    | 134 | 484  | 68  | 142 | 31 | 3  | 6  | 53  | 6  | 0,284 |
| 2010   | Oakland    | 82  | 303  | 41  | 89  | 20 | 2  | 1  | 36  | 1  | 0,294 |
| Totaux | Totaux     | 364 | 1251 | 168 | 358 | 72 | 7  | 13 | 144 | 16 | 0,286 |

Note : G = Matches joués ; AB = Passages au bâton; R = Points ; H = Coups sûrs ; 2B = Doubles ; 3B = Triples ; 
HR = Coup de circuit ; RBI = Points produits ; SB = Buts volés ; BA = Moyenne au bâton.